# Leiopus montanus
Leiopus montanus är en skalbaggsart som beskrevs av Hayashi 1968. Leiopus montanus ingår i släktet Leiopus och familjen långhorningar. Inga underarter finns listade i Catalogue of Life.